# Corinthian Jack
Corinthian Jack é um filme mudo britânico de 1921, do gênero aventura, dirigido por Walter Courtney Rowden e estrelado por Victor McLaglen, Kathleen Vaughan e Warwick Ward. Foi baseado em um romance de Charles Edward Pearce.

## Elenco
- Victor McLaglen - Jack Halstead
- Kathleen Vaughan - Nyra Seaton
- Warwick Ward - Sir Philip Tenbury
- Dorothy Fane - Lady Barbara
- Malcolm Tod - Senhor Walsham
- Conway Dixon - Coronel Dane
- William Lenders - Weare
- Roy Raymond - Mike